# Jean Rânzescu
Jean Rânzescu (n. 30 iunie 1909 – d. 11 martie 1996) a fost un tenor, regizor de operă și profesor de canto român.
Din 1934, Jean Rânzescu a fost angajat ca solist al Operei Naționale din Cluj, unde a interpretat numeroase roluri de tenor.
Între 1940 și 1948 a lucrat ca regizor, la același teatru de operă din Cluj, montând 7 spectacole de operă.
În 1948, a fost transferat la Teatrul de Operă și Balet din București, unde a pus în scenă 11 spectacole de operă.
Din 1949, Jean Rânzescu a devenit profesor la clasa de operă a Conservatorului din București.

## Distincții
- titlul de Artist emerit al Republicii Populare Romîne (15 mai 1957) „pentru merite deosebite în activitatea artistică, pedagogică, precum și în munca din alte domenii ale culturii”[2]
- titlul de Maestru Emerit al Artei din Republica Populară Romînă (18 august 1964) „pentru merite deosebite în activitatea desfășurată în domeniul teatrului, muzicii, artelor plastice și cinematografiei”[3]
- Ordinul „Meritul Cultural” clasa a II-a (12 septembrie 1968) „pentru merite deosebite în activitatea muzicală”[4]

## Mărturii
Scenografa Viorica Petrovici rememorează în cadrul unui interviu:
El, care avea aproape 80 de ani, se lupta cu incompetența, cu lipsa dorinței cântăreților de a juca ceea ce cântă… Ceea ce era extraordinar, căci Jean Rânzescu venea dintr-o practică de operă destul de formală, destul de închistată în viziunea interpretului care trebuie să se uite numai la dirijor.